# (6958) 1988 TX1
(6958) 1988 TX1 (1988 TX1, 1993 SY1) — астероїд головного поясу, відкритий 13 жовтня 1988 року.
Тіссеранів параметр щодо Юпітера — 3,220.